# (100049) Césarann
(100049) Césarann (1991 TD15) – planetoida z grupy pasa głównego asteroid okrążająca Słońce w ciągu 3,62 lat w średniej odległości 2,36 j.a. Odkryta 6 października 1991 roku.